# Wo die Zitronen blühen
Wo die Zitronen blühen (Originaltitel: Wo die Citronen blüh'n!) ist ein Wiener Walzer von Johann Strauss (Sohn) (op. 364), geschrieben für eine Italienreise im Jahre 1874. Der Titel lautete zunächst „Bella Italia“, Strauss benannte das Werk aber schließlich um. Die Uraufführung fand am 9. Mai 1874 im Teatro Regio di Torino in Turin statt.

## Musikalische Erläuterungen
Der Walzer beginnt mit einem leisen Hornsolo, das von Querflöte, Oboe und Streichern weitergeführt wird. Ein Crescendo leitet den ersten Walzer ein, dessen Hauptthema eine ruhig dahinströmende Melodie in den Violinen ist, die wohl die Schönheiten der italienischen Landschaft musikalisch widerspiegeln soll.

Walzer 1
Das Hauptthema des zweiten Walzers ist ein lustiges, tänzerisches Motiv. Der dritte Walzer erinnert in seiner Art wieder an den ersten. Das Hauptthema dieses Walzers verwendete Adolf Müller im Jahr 1899 für die Arie des Grafen Zedlau Was nützt der gute Vorsatz mir? aus dem zweiten Akt der von ihm nach Motiven von Johann Strauss (Sohn) zusammengestellten Operette Wiener Blut. Ein etwas dramatischerer Abschnitt leitet Walzer 4 ein. Nach dessen wiederum dramatischem Schluss folgt die Coda, die noch einmal das Thema des ersten Walzers vorführt.

## Einzelnachweis
1. ↑  Quelle: Englische Version des Booklets (Seite 16) in der 52 CDs umfassenden Gesamtausgabe der Orchesterwerke von Johann Strauß (Sohn), Hrsg. Naxos (Label). Das Werk ist als siebter Titel auf der 2. CD zu hören.